# Hans Georg Gemünden
Hans Georg Gemünden (* 16. Juli 1949 in Ingelheim am Rhein) ist ein deutscher Wirtschaftswissenschaftler. Von 2000 bis 2015 war er Inhaber des Lehrstuhls für Technologie- und Innovationsmanagement der TU Berlin.

## Leben
Hans Georg Gemünden studierte von 1970 bis 1973 Betriebswirtschaftslehre und Psychologie an der Universität des Saarlandes in Saarbrücken. Er war dort von 1973 bis 1979 als wissenschaftlicher Mitarbeiter am Banklehrstuhl bei Jürgen Hauschildt tätig und promovierte 1979 zum Thema Transaktionsmarketing. Dieses Werk wurde 1981 beim Verlag Mohr (Siebeck) unter dem Titel „Innovationsmarketing“ publiziert. Es folgte von 1979 bis 1982 eine wissenschaftliche Mitarbeit am Lehrstuhl für Organisation der Christian-Albrechts-Universität zu Kiel, ebenfalls bei Hauschildt. Gemünden habilitierte sich 1986 zum Thema Informationsverhalten und Effizienz. Von 1988 bis 2000 leitete er das Institut für Angewandte Betriebswirtschaftslehre und Unternehmensführung der Universität Karlsruhe (TH) und von 2000 bis 2015 war er Inhaber des Lehrstuhls für Technologie- und Innovationsmanagement an der Technischen Universität Berlin.

## Werk
Hans Georg Gemünden publizierte mehr als 180 Artikel in doppelt blind begutachteten wissenschaftlichen Zeitschriften, über 200 begutachtete Konferenzartikel, über 140 Buchkapitel und vier Bücher auf den Gebieten Technologie- und Innovationsmanagement, Entrepreneurship, Projektmanagement, Unternehmensführung und Strategisches Management, Marketing, Organisation, Entscheidungsverhalten und Planung, Controlling, Rechnungswesen. Er publizierte in internationalen Fachzeitschriften, darunter in Organization Science, Research Policy, Journal of Product Innovation Management, Creativity and Innovation Management, International Journal of Research in Marketing, Journal of Business Research, Management International Review, IEEE Transactions on Engineering Management, R&D Management, International Journal of Project Management, Project Management Journal, Die Betriebswirtschaft, Schmalenbachs Business Review, Schmalenbachs Zeitschrift für betriebswirtschaftliche Forschung, Zeitschrift für Betriebswirtschaft, Journal für Betriebswirtschaft, Die Unternehmung, Zeitschrift Führung Organisation, Projekt Management Aktuell. Beim Handelsblatt Betriebswirte-Ranking 2009, das die Forschungsleistung von 2100 Betriebswirten in Deutschland, Österreich und der deutschsprachigen Schweiz gemessen an der Qualität der Publikationen seit 2005 analysiert, erreichte er Platz 63.

## Ehrungen
Am 6. Mai 2014 wurde Hans Georg Gemünden für seine Verdienste beim Aufbau einer empirisch ausgerichteten betriebswirtschaftlichen Innovationsforschung die Ehrendoktorwürde der Wirtschafts- und Sozialwissenschaftlichen Fakultät der Kieler Christian-Albrechts-Universität verliehen.
Gemünden ist Ehrenmitglied der Deutschen Gesellschaft für Projektmanagement.

## Monographien
- Innovationsmarketing. Interaktionsbeziehungen zwischen Hersteller und Verwender innovativer Investitionsgüter (= Dissertation), 1981.
- Informationsverhalten und Effizienz (= Habilitationsschrift), 1986.
- mit Achim Walter, Gabi Helfert: Grenzüberschreitende Geschäftsbeziehungen. Erfolgsfaktoren und Gestaltungsempfehlungen für kleine und mittlere Unternehmen, LIT Verlag, Münster 1996, ISBN 978-3-8258-3111-0.
- mit  Carsten Schultz, Bettina Zippel-Schultz, Sören Salomo: Innovationen im Krankenhaus sind machbar! Innovationsmanagement als Erfolgsfaktor, Kohlhammer, Stuttgart 2011, ISBN 978-3-17021857-4.

## Belege
1. ↑  Archivierte Kopie (Memento vom 11. Januar 2010 im Internet Archive)
2. ↑  Archivlink (Memento vom 1. Juli 2010 im Internet Archive)
3. ↑  handelsblatt.com (Memento vom 23. Mai 2009 im Internet Archive)
4. ↑  Ehrendoktor für verdienten BWL-Professor. Kieler Nachrichten vom 15. Mai 2014, S. 24
5. ↑  https://www.gpm-ipma.de/ueber_uns/mitgliedschaft/persoenliche_und_aktive_mitgliedschaft/ehrenmitglieder.html

| Personendaten    | Personendaten                        |
| ---------------- | ------------------------------------ |
| NAME             | Gemünden, Hans Georg                 |
| KURZBESCHREIBUNG | deutscher Wirtschaftswissenschaftler |
| GEBURTSDATUM     | 16. Juli 1949                        |
| GEBURTSORT       | Ingelheim am Rhein                   |